# Acorn Atom
L'Acorn Atom è un home computer progettato da Acorn Computers e commercializzato dal 1980 al 1982, quando è stato sostituito dal BBC Micro. Era basato sul MOS 6502 a cui era affiancato un Motorola 6847 che si occupava della generazione del segnale video.
Sviluppato a partire dal 1979 con il nome di progetto "Proton", l'Atom era una versione depotenziata del precedente computer System 3, da cui differiva per l'assenza dell'unità floppy, sostituito da un'interfaccia in grado di gestire cassette a nastro. L'Atom base era offerto con 2 kB di RAM e 8 kB di ROM, sia in kit da assemblare che già montato: il primo costava 120 sterline mentre il secondo 170 sterline. Se si sceglieva il modello assemblato con la massima dotazione di memoria, 12 kB di RAM e 12 kB di ROM, il prezzo arrivava a 200 sterline.

## Caratteristiche tecniche
Derivando dalla precedente linea di computer sviluppati da Acorn, il System 2 ed il System 3, anche l'Atom riprendeva la stessa architettura con la CPU MOS 6502, qui operante a 2 MHz di frequenza, affiancata da un controller video Motorola 6847 utilizzato per generare il segnale video. La memoria RAM di base, 2 kB, era espandibile fino a 12 kB. La ROM contenente il sistema operativo della macchina ed il linguaggio di programmazione BASIC, era da 8 kB. Come opzione era possibile richiedere la ROM da 12 kB, che conteneva l'interprete BASIC capace di supportare i calcoli in virgola mobile.
Il 6502, come tutte le CPU della famiglia MOS 65xx, usava i primi 256 byte della memoria (la "pagina zero") per lo stack: a questi si aggiungevano altri byte utilizzati dal sistema operativo per i propri buffer e la memoria usata dal BASIC per il salvataggio di 27 variabili, per cui il primo kB di RAM non era disponibile all'utente.
Il coprocessore video Motorola 6847 poteva generare immagini monocromatiche testuali oppure grafiche. Sulla versione base il buffer video occupava 512 oppure 1024 byte di RAM, se in modalità testo o grafica. Se si optava per l'espansione di memoria a 12 kB di RAM il computer poteva gestire anche la grafica ad alta risoluzione (256×192 pixel), questo perché il buffer video necessario a contenere le immagini ad alta risoluzione necessitava di 5 kB. Questo quantitativo, se non si utilizzava la modalità grafica, era reso disponibile all'utente. Acquistando una scheda video aggiuntiva il computer poteva generare un segnale in standard PAL a colori, direttamente riproducibile su un comune televisore domestico.: essa offriva 6 modalità video, con risoluzioni da 64×64 pixel a 4 colori fino a 256×192 monocromatica.
Integrato nella ROM del computer c'era l'Atom BASIC, un interprete BASIC che, nella versione da 8 kB, eseguiva solo calcoli con numeri interi: acquistando un'apposita ROM da 12 kB veniva offerto anche il supporto ai numeri in virgola mobile. Nella ROM del computer era incluso anche un assemblatore per cui nei programmi in BASIC si poteva includere anche del codice scritto in assembly 65xx: durante l'esecuzione del programma, l'interprete BASIC passava all'assembler il codice assembly che incontrava nel sorgente per essere trasformato in linguaggio macchina ed essere eseguito direttamente dalla CPU. Verso la fine del 1982 Acorn offrì come aggiornamento una memoria ROM contenente il BBC BASIC, una versione derivata dall'Acorn BASIC ma migliore, scritta appositamente per il BBC Micro.
Il manuale dell'Atom fu chiamato "Atomic Theory and Practice", ed insegnava la programmazione in BASIC e l'uso dell'assemblatore integrato.